# Mike Nykoluk
Temple de la renommée LAH : 2007
Michael Andrew Nykoluk (né le 11 décembre 1934 à Toronto au Canada et mort le 30 janvier 2022 à Naples en Floride aux États-Unis) est un joueur professionnel et entraîneur canadien de hockey sur glace.

## Carrière de joueur
Nykoluk commença sa carrière professionnelle avec les Americans de Rochester de la Ligue américaine de hockey en 1956-1957. Lors de cette première saison, les Maple Leafs de Toronto firent appel à lui pour jouer en Ligue nationale de hockey à 32 reprises. Ces 32 matchs furent les seuls qu'il joua en LNH, n'inscrivant que 4 points. Il fut renvoyé en LAH avec les Americans avec qui il passa une nouvelle saison avant de rejoindre les Bears de Hershey avec qui il remporta 2 Coupes Calder en 1959 et 1969 ainsi que le trophée Les-Cunningham du meilleur joueur de la saison régulière de la LAH en 1967. Après 14 saisons avec Hershey, il prit sa retraite de joueur en 1974.

En 2007, il fut intronisé au Temple de la renommée de la LAH.
Les Maple Leafs de Toronto mentionnent son décès le 31 janvier 2022. Il meurt à l'âge de 87 ans le 30 janvier 2022 à Naples en Floride.

## Statistiques
| Saison     | Équipe                 | Ligue      |    | Saison régulière | Saison régulière | Saison régulière | Saison régulière | Saison régulière |    | Séries éliminatoires | Séries éliminatoires | Séries éliminatoires | Séries éliminatoires | Séries éliminatoires |
| Saison     | Équipe                 | Ligue      | PJ | B                | A                | Pts              | Pun              | PJ               | B  | A                    | Pts                  | Pun                  |                      |                      |
| 1953-1954  | Marlboros de Toronto   | OHA        |    |                  |                  |                  |                  |                  |    |                      |                      |                      |                      |                      |
| 1954-1955  | Marlboros de Toronto   | OHA        | 47 | 14               | 25               | 39               | 0                |                  |    |                      |                      |                      |                      |                      |
| 1955-1956  | Warriors de Winnipeg   | WHL        | 70 | 10               | 25               | 35               | 18               | 14               | 10 | 12                   | 22                   | 7                    |                      |                      |
| 1956-1957  | Americans de Rochester | LAH        | 28 | 9                | 13               | 22               | 30               | 9                | 3  | 2                    | 5                    | 4                    |                      |                      |
| 1956-1957  | Maple Leafs de Toronto | LNH        | 32 | 3                | 1                | 4                | 20               |                  |    |                      |                      |                      |                      |                      |
| 1957-1958  | Americans de Rochester | LAH        | 69 | 14               | 37               | 51               | 45               |                  |    |                      |                      |                      |                      |                      |
| 1958-1959  | Bears de Hershey       | LAH        | 66 | 15               | 38               | 53               | 60               | 13               | 5  | 4                    | 9                    | 15                   |                      |                      |
| 1959-1960  | Bears de Hershey       | LAH        | 71 | 13               | 32               | 45               | 55               |                  |    |                      |                      |                      |                      |                      |
| 1960-1961  | Bears de Hershey       | LAH        | 71 | 10               | 24               | 34               | 14               | 8                | 1  | 5                    | 6                    | 0                    |                      |                      |
| 1961-1962  | Bears de Hershey       | LAH        | 59 | 4                | 20               | 24               | 13               | 7                | 1  | 2                    | 3                    | 12                   |                      |                      |
| 1962-1963  | Bears de Hershey       | LAH        | 72 | 7                | 36               | 43               | 21               | 15               | 1  | 9                    | 10                   | 2                    |                      |                      |
| 1963-1964  | Bears de Hershey       | LAH        | 72 | 9                | 63               | 72               | 39               | 6                | 1  | 3                    | 4                    | 0                    |                      |                      |
| 1964-1965  | Bears de Hershey       | LAH        | 70 | 11               | 55               | 66               | 29               | 15               | 2  | 11                   | 13                   | 6                    |                      |                      |
| 1965-1966  | Bears de Hershey       | LAH        | 67 | 10               | 53               | 63               | 14               | 3                | 0  | 1                    | 1                    | 0                    |                      |                      |
| 1966-1967  | Bears de Hershey       | LAH        | 72 | 16               | 68               | 84               | 26               | 5                | 0  | 4                    | 4                    | 4                    |                      |                      |
| 1967-1968  | Bears de Hershey       | LAH        | 72 | 19               | 66               | 85               | 30               | 5                | 2  | 6                    | 8                    | 0                    |                      |                      |
| 1968-1969  | Bears de Hershey       | LAH        | 74 | 15               | 55               | 70               | 14               | 11               | 0  | 8                    | 8                    | 0                    |                      |                      |
| 1969-1970  | Bears de Hershey       | LAH        | 72 | 16               | 57               | 73               | 12               | 7                | 0  | 2                    | 2                    | 2                    |                      |                      |
| 1970-1971  | Bears de Hershey       | LAH        | 71 | 14               | 39               | 53               | 33               | 4                | 0  | 3                    | 3                    | 0                    |                      |                      |
| 1971-1972  | Bears de Hershey       | LAH        | 62 | 13               | 30               | 43               | 20               | 4                | 0  | 2                    | 2                    | 4                    |                      |                      |
| Totaux LNH | Totaux LNH             | Totaux LNH | 32 | 3                | 1                | 4                | 20               |                  |    |                      |                      |                      |                      |                      |

## Carrière d'entraîneur
À sa retraite de joueur, les Flyers de Philadelphie lui offrirent le poste d'entraîneur adjoint à Fred Shero. Il y resta deux saisons avant de devenir entraîneur adjoint des Rangers de New York pour deux nouvelles années. Il prit ensuite le poste d'entraîneur en chef des Maple Leafs pendant trois saisons avant de prendre sa retraite en 1984.